# Gigantotheca raukumarai
Gigantotheca raukumarai is een hydroïdpoliep uit de familie Sertulariidae. De poliep komt uit het geslacht Gigantotheca. Gigantotheca raukumarai werd in 2003 voor het eerst wetenschappelijk beschreven door Vervoort & Watson. 